# 昙摩蜜多
昙摩蜜多（英語： (धर्ममित्र)，356年—442年8月27日），意译法秀，迦湿弥罗国僧人，佛教禪師。

## 生平
六七岁时出家，少时周游列国，先后经龟兹、敦煌、凉州。元嘉元年（424年）来到蜀地，顺三峡而下，经荆州抵达建康，居于祇洹寺，传法、译经。后游历浙江，返回建康后居于定林下寺，密多天性雅愛山水，以為鍾山比美嵩山、華山，又常感歎下寺基構臨㵎低側，於是乘高相地，依著山勢，在元嘉十二年（435年）營建上寺，興建禪堂，影響四方甚眾。
元嘉十九年（442年）七月六日圆寂于定林上寺。葬于钟山宋熙寺前。

## 異事奇聞
- 曇摩密多離開罽賓，前往龜茲，有迦毘羅神王衛送，半路現形，向密多告辭，說到密多自身神力通變，能夠自在遊處，將不會相隨共往南方。語畢即收影不現。[3]

- 到龜茲國，尚未到達的前一日，龜茲國的國君夢見護法神告知:有大福德的人將會在明天進入國境，應當準備供養的器物。國王隔天一早便立刻交辦相關人員，若有特異人士進入國境立刻回報。果不其然，沒多久，便回報著曇摩密多到來，當下龜茲國王親自出郊迎接，延請入宮，並聽從密多的教誡，盡四事供養的禮節。其後密多想要離開，沒想到，護法神又降夢告知國王，密多將捨王去。龜茲國的國君方惕然驚覺。但強留而無功，密多離開。[4]

- 南朝宋元嘉元年，展轉到蜀地。不久後，棲止於荊州，在長沙寺造立起禪閣。翹誠懇惻，祈請舍利。十多天後，感得舍利一枚，衝器出聲，放光滿室，在當時激厲了許多門徒精進勇猛。

## 弟子
- 定林寺達禪師

## 譯經
- 《觀普賢菩薩行法經》
- 《觀虛空藏菩薩經》
- 《禪祕要》：可能即是現存題為羅什譯的《禪祕要法經》[5]。
- 《五門禪經要用法》：現存本似是由兩個以上不同來源的文獻合併而成。可在題為羅什譯的《思惟略要法》中，找到其中一部分極為相似的平行文本[6][7]。